# Kabinett Netanjahu VI
Das Kabinett Netanjahu VI bildet nach der Parlamentswahl in Israel 2022 seit Dezember 2022 die israelische Regierung. Sie wurde am 29. Dezember 2022 vereidigt. Die Regierung gilt als die am weitesten rechts stehende und religiöseste, die Israel je hatte.
Am 15. und 16. Juli 2025 gaben die ultraorthodoxen Parteien Vereinigtes Thora-Judentum und Schas ihren Austritt aus der Regierungskoalition bekannt.

## Kriegsregierung 2023
Nach dem Angriff der Hamas im Oktober 2023 einigte sich Regierungschef Netanjahu in einem als historisch eingeordneten Kompromiss mit der Opposition auf die Bildung einer Kriegsregierung (auch „Notstandsregierung“). In diesem Zuge wurde am 12. Oktober ein Kriegskabinett gebildet, das ausschließlich den Krieg gegen Hamas und Hisbollah organisieren und leiten sollte. Unter dieser Voraussetzung stimmte das Oppositionsbündnis National Unity zu, mit fünf Ministern ohne Geschäftsbereich in die 37. Regierung unter der Leitung von Netanjahu als Ministerpräsident einzutreten: Gideon Sa’ar, Hili Tropper, Yifat Shasha-Biton (die auch dem Sicherheitskabinett beitrat), der ehemalige Oberbefehlshaber der IDF Benny Gantz und Gadi Eizenkot (die dem Kriegskabinett angehörten).
Das Kriegskabinett bestand aus Benjamin Netanjahu, Yoav Gallant (Verteidigungsminister) und dem Leiter des Generalstabs, Benny Gantz. Gadi Eizenkot und Ron Dermer gehörten ihm als Beobachter und Berater an.
Nachdem Gantz und Eizenkot das Kriegskabinett am 9. Juni 2024 verlassen hatten, löste Netanjahu das Kriegskabinett am 17. Juni 2024 auf.

## Austritt der charedischen Parteien 2025
Am 15. Juli 2025 kündigte die Partei Vereinigtes Thora-Judentum den Austritt aus der Regierungskoalition an. Grund sei, dass das Parlament einen Gesetzentwurf zur Befreiung von charedischen Tora-Studenten vom Militärdienst nicht angenommen habe. Am Folgetag annoncierte auch die Schas-Partei ihren Rückzug und begründete ihn ebenfalls mit Meinungsverschiedenheiten bei der Wehrpflicht.
Die Regierung verlor dadurch ihre Parlamentsmehrheit. 

## Mitglieder des Kabinettes Netanjahu VI

### Minister
| Amt                                                                          | Foto                                                         | Name                                                     | Partei               |
| ---------------------------------------------------------------------------- | ------------------------------------------------------------ | -------------------------------------------------------- | -------------------- |
| Ministerpräsident                                                            |                                                              | Benjamin Netanjahu                                       | Likud                |
| Stellvertretender Ministerpräsident (Vice Prime Minister)                    |                                                              | Arje Deri (bis 22. Januar 2023)                          | Schas                |
| Innenminister                                                                |                                                              | Arje Deri (bis 22. Januar 2023)                          | Schas                |
|                                                                              | Michael Malchieli (Januar 2023 – April 2023) (kommissarisch) | Schas                                                    |                      |
|                                                                              | Moshe Arbel (von April 2023 bis 22. Juli 2025)               | Schas                                                    |                      |
| Gesundheitsminister                                                          |                                                              | Arje Deri (bis 22. Januar 2023)                          | Schas                |
| Gesundheitsminister                                                          |                                                              | Yoav Ben-Tzur (Januar 2023 – April 2023) (kommissarisch) | Schas                |
| Gesundheitsminister                                                          |                                                              | Moshe Arbel (April 2023 – Oktober 2023)                  | Schas                |
| Gesundheitsminister                                                          |                                                              | Uriel Buso (Oktober 2023 bis 20. Juli 2025)              | Schas                |
| Stellvertretender Ministerpräsident (Deputy Prime Minister) Justizminister   |                                                              | Yariv Levin                                              | Likud                |
| Außenminister                                                                |                                                              | Eli Cohen (bis 1. Januar 2024)                           | Likud                |
| Außenminister                                                                |                                                              | Israel Katz (1. Januar 2024 bis 8. November 2024)        | Likud                |
| Außenminister                                                                |                                                              | Gideon Sa’ar (seit 8. November 2024)                     | Tikwa Chadascha      |
| Finanzminister                                                               |                                                              | Bezalel Smotrich                                         | Tkuma                |
| Verteidigungsminister                                                        |                                                              | Joaw Galant (bis 8. November 2024)                       | Likud                |
| Verteidigungsminister                                                        |                                                              | Israel Katz (seit 8. November 2024)                      | Likud                |
| Minister für öffentliche Sicherheit                                          |                                                              | Itamar Ben-Gvir (bis 19. Januar 2025)                    | Otzma Jehudit        |
| Minister für öffentliche Sicherheit                                          |                                                              | Haim Katz (23. Januar 2025 bis 19. März 2025)            | Likud                |
| Minister für öffentliche Sicherheit                                          |                                                              | Itamar Ben-Gvir (seit 19. März 2025)                     | Otzma Jehudit        |
| Minister für Landwirtschaft und ländliche Entwicklung                        |                                                              | Avi Dichter                                              | Likud                |
| Minister für Alija und Integration                                           |                                                              | Ofir Sofer                                               | Tkuma                |
| Minister für Kommunikation                                                   |                                                              | Shlomo Karhi                                             | Likud                |
| Minister für Bau- und Wohnungswesen Minister im Büro des Ministerpräsidenten |                                                              | Yitzhak Goldknopf (bis 15. Juni 2025)                    | VTJ                  |
| Minister für Kultur und Sport                                                |                                                              | Miki Zohar                                               | Likud                |
| Minister für die Entwicklung der Peripherie, des Negev und Galiläas          |                                                              | Yitzhak Wasserlauf (bis 19. Januar 2025)                 | Otzma Jehudit        |
| Minister für die Entwicklung der Peripherie, des Negev und Galiläas          |                                                              | Haim Katz (23. Januar 2025 bis 19. März 2025)            | Likud                |
| Minister für die Entwicklung der Peripherie, des Negev und Galiläas          |                                                              | Yitzhak Wasserlauf (seit 19. März 2025)                  | Otzma Jehudit        |
| Minister für Diaspora-Angelegenheiten, Minister für soziale Gleichstellung   |                                                              | Amichai Chikli                                           | Likud                |
| Minister für Wirtschaft und Industrie                                        |                                                              | Nir Barkat                                               | Likud                |
| Bildungsminister                                                             |                                                              | Yoav Kisch                                               | Likud                |
| Minister für Regionale Entwicklung                                           |                                                              | Yoav Kisch (bis März 2023)                               | Likud                |
| Minister für Regionale Entwicklung                                           |                                                              | David Amsalem (seit März 2023)                           | Likud                |
| Minister im Bildungsministerium                                              |                                                              | Haim Biton (bis 17. Juli 2025)                           | Schas                |
| Ministerin für Umweltschutz                                                  |                                                              | Idit Silman                                              | Likud                |
| Minister für religiöses und kulturelles Erbe                                 |                                                              | Amihai Eliyahu (bis 19. Januar 2025)                     | Otzma Jehudit        |
| Minister für religiöses und kulturelles Erbe                                 |                                                              | Haim Katz (23. Januar 2025 bis 19. März 2025)            | Likud                |
| Minister für religiöses und kulturelles Erbe                                 |                                                              | Amihai Eliyahu (seit 19. März 2025)                      | Otzma Jehudit        |
| Minister für Jerusalemer Angelegenheiten und jüdische Tradition              |                                                              | Meir Porusch (bis 17. Juli 2025)                         | VTJ                  |
| Minister für Arbeit, Soziales und Soziale Dienste                            |                                                              | Jakob Margi (bis 20. Juli 2025)                          | Schas                |
| Minister im Ministerium für Arbeit, Soziales und Soziale Dienste             |                                                              | Yoav Ben-Tzur (bis 20. Juli 2025)                        | Schas                |
| Minister für Infrastruktur, Energie und Wasser                               |                                                              | Israel Katz (bis 1. Januar 2024)                         | Likud                |
| Minister für Infrastruktur, Energie und Wasser                               |                                                              | Eli Cohen (seit 1. Januar 2024)                          | Likud                |
| Ministerin für nationale Missionen                                           |                                                              | Orit Strock                                              | Tkuma                |
| Minister für strategische Angelegenheiten                                    |                                                              | Ron Dermer                                               | Likud                |
| Minister für Dienstleistungen zur Religionsausübung                          |                                                              | Michael Malchieli (bis 20. Juli 2025)                    | Schas                |
| Minister/in für Wissenschaft und Technologie                                 |                                                              | Ofir Akunis (bis März 2024)                              | Likud                |
| Minister/in für Wissenschaft und Technologie                                 |                                                              | Gila Gamliel (ab März 2024)                              | Likud                |
| Tourismusminister                                                            |                                                              | Haim Katz                                                | Likud                |
| Verkehrsministerin                                                           |                                                              | Miri Regev                                               | Likud                |
| Minister/in für die Geheimdienste                                            |                                                              | Yariv Levin (bis Januar 2023)                            | Likud                |
| Minister/in für die Geheimdienste                                            |                                                              | Gila Gamliel (Januar 2023 bis März 2024)                 | Likud                |
| Ministerin für Informationen                                                 |                                                              | Galit Distel-Atbaryan (bis Oktober 2023)                 | Likud                |
| Ministerin ohne Geschäftsbereich im Büro des Premierministers                |                                                              | May Golan (Januar 2023 bis Mai 2023)                     | Likud                |
| Minister ohne Geschäftsbereich                                               |                                                              | Benny Gantz (Oktober 2023 bis Juni 2024)                 | HaMahane HaMamlachti |
| Minister ohne Geschäftsbereich                                               |                                                              | Gideon Sa’ar (Oktober 2023 bis März 2024)                | HaMahane HaMamlachti |
| Minister ohne Geschäftsbereich                                               |                                                              | Gadi Eizenkot (Oktober 2023 bis Juni 2024)               | HaMahane HaMamlachti |
| Minister ohne Geschäftsbereich                                               |                                                              | Hili Tropper (Oktober 2023 bis Juni 2024)                | HaMahane HaMamlachti |
| Minister ohne Geschäftsbereich                                               |                                                              | Yifat Shasha-Biton (Oktober 2023 bis März 2024)          | HaMahane HaMamlachti |

### Stellvertretende Minister
| Amt                                                                                                  | Bild | Name                                                                 | Partei        |
| --- | ---- | -------------------------------------------------------------------- | ------------- |
| Stellvertretender Minister für nationale jüdische Identität im Büro des Premierministers             |      | Avi Maoz (Dezember 2022 bis Februar 2023 und Mai 2023 bis März 2025) | Noam          |
| Stellvertretende Ministerin für Nationale Missionen im Büro des Premierministers                     |      | May Golan                                                            | Likud         |
| Stellvertretender Wirtschaftsminister                                                                |      | Almog Cohen                                                          | Otzma Jehudit |
| Stellvertretender Innenminister Stellvertretender Gesundheitsminister                                |      | Moshe Arbel (bis Januar 2023)                                        | Schas         |
| Stellvertretender Minister für soziale Gleichheit Stellvertretender Verkehrsminister                 |      | Uri Maklev (bis 17. Juli 2025)                                       | VTJ           |
| Stellvertretender Minister für Landwirtschaft und ländliche Entwicklung                              |      | Moshe Abutbul (bis 20. Juli 2025)                                    | Schas         |
| Stellvertretende Finanzministerin                                                                    |      | Michal Waldiger                                                      | Tkuma         |
| Stellvertretender Minister für Arbeit, Soziales und Soziale Dienste Stellvertretender Kulturminister |      | Ya’akov Tessler (bis 17. Juli 2025)                                  | VTJ           |